# Afrikaschnäpper
Die Afrikaschnäpper (Platysteiridae) bilden eine 27 Arten und drei Gattungen umfassende Familie von Singvögeln, die in Afrika südlich der Sahara vorkommt. Sie wurde früher als Unterfamilie der Fliegenschnäpper angesehen. Die Lappenschnäpper wurden früher der Gattung Dyaphorophyia, jetzt aber Platysteira zugeordnet.

## Merkmale
Afrikaschnäpper sind kleine Vögel (8 bis 16 cm lang) mit einem überwiegend schwarz-weißen Gefieder. Einige Gefiederpartien können auch grau sein und besonders die Weibchen zeigen auch gelbliche oder kastanienbraune Gefiederbereiche. Der Kopf ist relativ groß, der Schnabel kurz bis mittellang. Flügel und Schwanz sind mittellang bis kurz. Lappenschnäpper haben bunte Hautlappen um die Augen und viele gemeinsame Merkmale mit den Wollschnäppern, wie lange, flauschige Bürzelfedern, die über dem Rücken aufgestellt werden können, sowie durch Flügelschlag erzeugte Töne und halbmelodische Gesänge.

## Lebensraum und Lebensweise
Afrikaschnäpper kommen in Wüsten, Savannen, offenen Wäldern, Mangroven und Bergwäldern vor. Sie ernähren sich von Insekten und anderen kleinen Gliederfüßern. Insekten werden meist in Flug gefangen, der Erdschnäpper sucht seinen Nahrung auf dem Boden. Afrikaschnäpper sind monogam und oft hilft ein dritter erwachsener Vogel bei der Jungvogelaufzucht, wahrscheinlich ein Junges einer vorigen Brut. Das Nest ist napfförmig und wird aus feinem Pflanzenmaterial gebaut, mit Spinnweben verflochten und mit Moosen und Flechten getarnt und gepolstert. Das Gelege besteht in der Regel aus einem bis drei Eiern. Beide Eltern bauen das Nest und brüten, Weibchen brüten normalerweise aber länger und werden dabei vom Männchen gefüttert. Die Nestlinge schlüpfen nach 17 bis 18 Tagen und werden nach etwa 16 Tagen flügge. Danach werden sie noch mehrere Monate lang von den Eltern gefüttert.

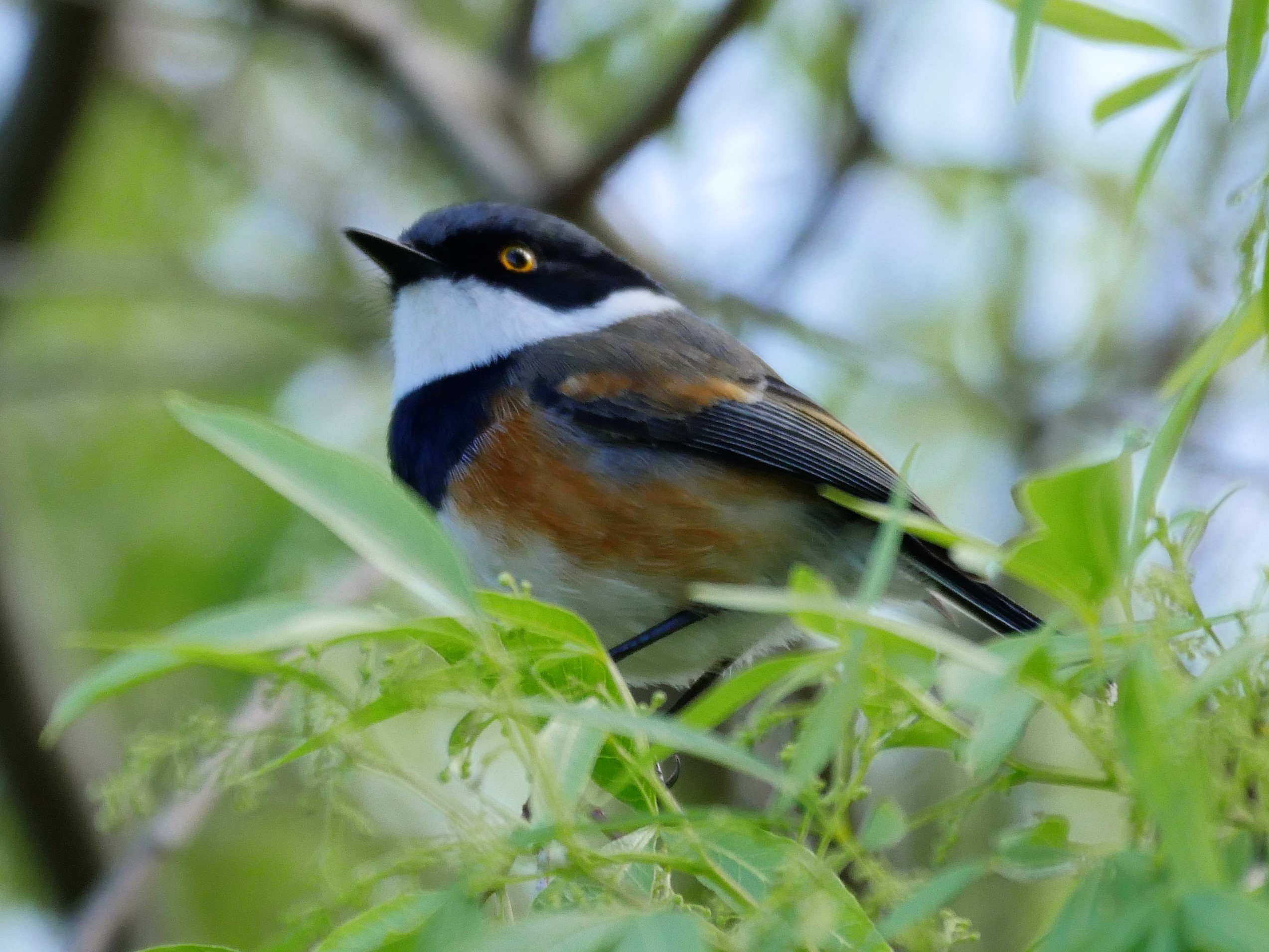
Kapbatis – Batis capensis

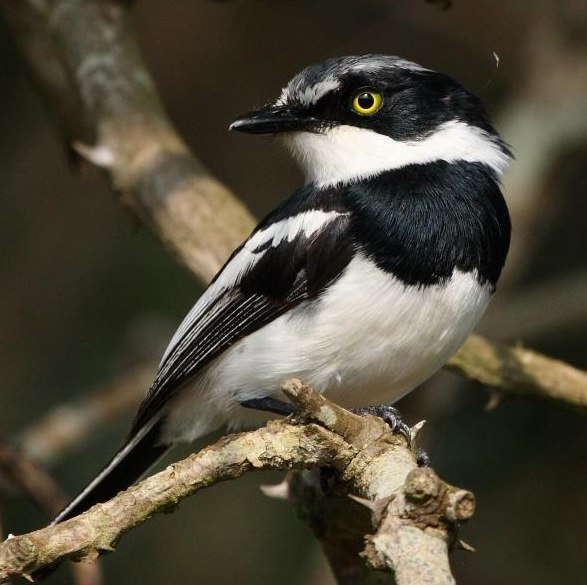
Weißflankenbatis – Batis molitor

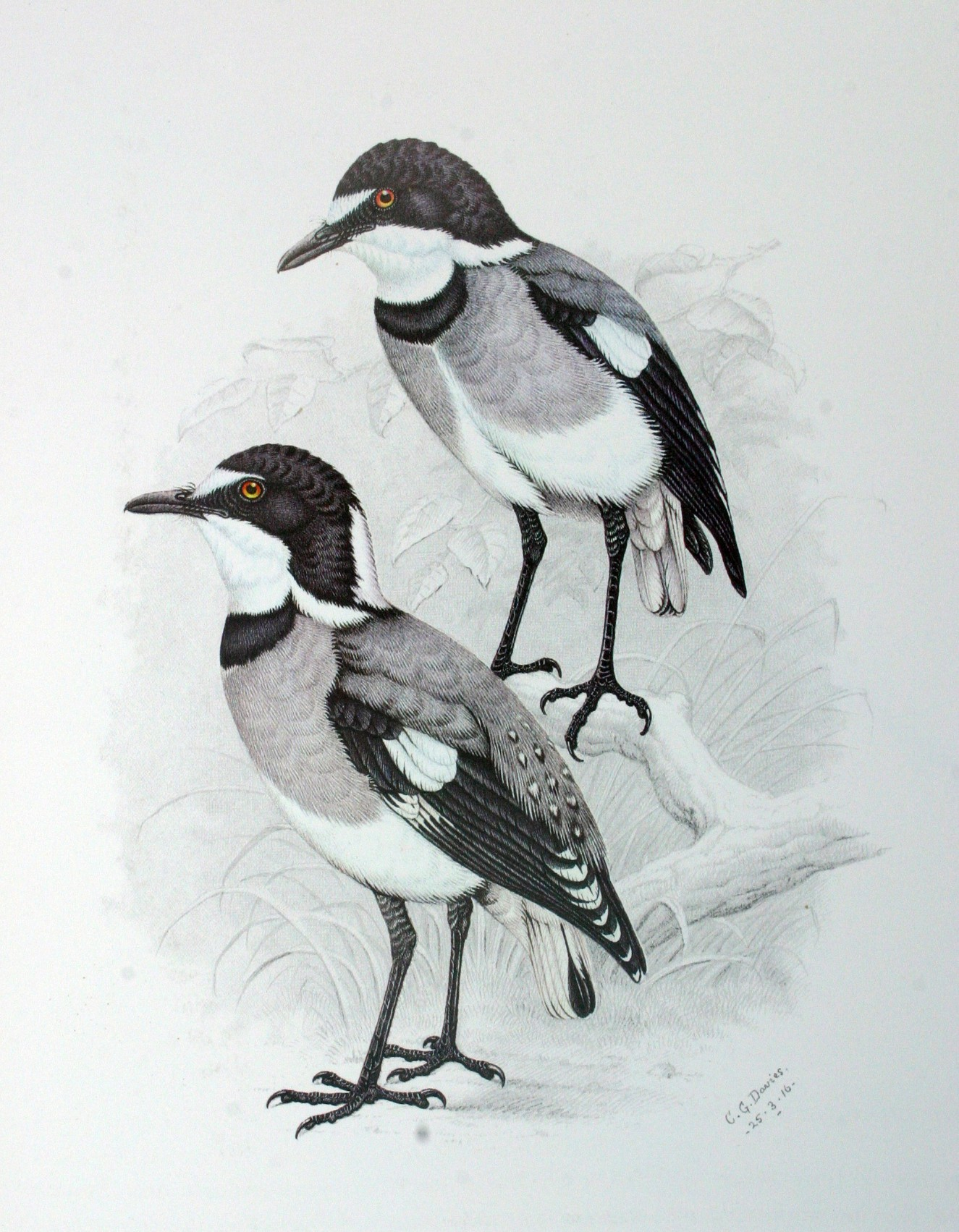
Erdschnäpper – Lanioturdus torquatus

## Gattungen und Arten
- Wollschnäpper – Batis Boie, 1833
  - Kapbatis – Batis capensis (Linnaeus, 1766)
  - Ruwenzoribatis – Batis diops Jackson, 1905
  - Woodward-Batis – Batis fratrum Shelley, 1900
  - Ituribatis – Batis ituriensis Chapin, 1921
  - Lawson-Batis – Batis occulta Lawson, 1984
  - Margaretenbatis – Batis margaritae Boulton, 1934
  - Gabunbatis – Batis minima J. Verreaux & E. Verreaux, 1855
  - Kongobatis – Batis minor Erlanger, 1901
  - Angolabatis – Batis minulla Bocage, 1874
  - Kurzschwanzbatis – Batis mixta Shelley, 1889
  - Weißflankenbatis – Batis molitor Küster, 1836
  - Heuglin-Batis – Batis orientalis Heuglin, 1871
  - Däumlingsbatis – Batis perkeo Neumann, 1907
  - Priritbatis – Batis pririt (Vieillot, 1818)
  - Senegalbatis – Batis senegalensis (Linnaeus, 1766)
  - Fahlbatis – Batis soror Reichenow, 1903

- Lanioturdus Waterhouse, 1838
  - Erdschnäpper – Lanioturdus torquatus Waterhouse, 1838

- Lappenschnäpper – Platysteira Jardine & Selby, 1829
  - Halsband-Lappenschnäpper – Platysteira hormophora (Reichenow, 1901)
  - Weißbürzel-Lappenschnäpper – Platysteira castanea Fraser, 1843
  - Weißbrauen-Lappenschnäpper – Platysteira tonsa Bates, 1911
  - Bandlappenschnäpper – Platysteira laticincta Bates, 1926
  - Schwarzkehl-Lappenschnäpper – Platysteira peltata Sundevall, 1850
  - Weißstirn-Lappenschnäpper – Platysteira albifrons Sharpe, 1873
  - Bindenlappenschnäpper – Platysteira cyanea (Statius Müller, 1776)
  - Orangebauch-Lappenschnäpper – Platysteira concreta Hartlaub, 1855
  - Glanzlappenschnäpper – Platysteira blissetti Sharpe, 1872
  - Schwarznacken-Lappenschnäpper – Platysteira chalybea Reichenow, 1897
  - Jamesonlappenschnäpper – Platysteira jamesoni Sharpe, 1890